# Charles tante
 Ikke at forveksle med Charleys Tante.
Charles tante er en dansk komediefilm fra 1959, med manuskript af Arvid Müller og instruktion af Poul Bang.
Filmen er baseret på skuespillet Charley's Aunt fra 1892, en farce i tre akter skrevet af den britiske dramatiker Brandon Thomas.
I september 2023 havde en helt ny musical baseret på filmen[kilde mangler] premiere på Fredericia Musicalteater.

## Handling
De to unge jurastuderende Charles Schmidt (Ove Sprogøe) og Peter Ahlevig (Ebbe Langberg) vil meget gerne vække to yndige pigers interesse (Ghita Nørby og Annie Birgit Garde), og da Charles tante, der skal fungere som anstandsdame, ikke ankommer som ventet, hyrer de en ven, Grev Ditlev Lensbye (Dirch Passer), til at spille Charles' tante, Donna Lucia d'Alvadorez fra Brasilien. Pigerne bliver hurtigt glade for den sjove tante og fatter slet ikke mistanke. I hvert fald ikke til at begynde med. Da den rigtige tante (spillet af Birgitte Federspiel) dukker op alligevel, sammen med sin selskabsdame (Susse Wold) bliver situationen yderligere kompliceret.

## Medvirkende
- Dirch Passer - Stud. jur. Ditlev Lensbye, greve - "Charles tante"
- Ove Sprogøe - Stud. jur. Charles Smith
- Ebbe Langberg - Stud. jur. Peter Ahlevig
- Ghita Nørby - Laura Hornemann - Lohmanns niece
- Annie Birgit Garde - Lone Hornemann - Lohmanns niece
- Hans W. Petersen - Ludvig Lohmann, etatsråd - onkel til Laura og Lone
- Holger Juul Hansen - Frederik Ahlevig, ritmester - Peters far
- Birgitte Federspiel - Donna Lucia Dalvadorez - Charles' tante
- Susse Wold - Henriette, selskabsdame til Dalvadorez
- Keld Markuslund - Olufsen, gartner og altmuligmand
- Vivi Svendsen - Kristine, kokkepige
- Børge Møller Grimstrup - Kusk for Charles tante
- Alfred Arnbak - Mortensen
- Emil Hallberg - Tjener på Café
- Mogens Pedersen - Mand med telegram på stationen
- Ernst Meyer - Gæst på Café
- Hugo Herrestrup - Gæst på Café
- Verner Tholsgaard - Student på Regensen
- Peter Marcell

## Produktion
Filmen er bl.a. blevet optaget på Lindholm ved Gevninge.